# Lunca de Jos
Lunca de Jos là một xã thuộc hạt Harghita, România. Dân số thời điểm năm 2002 là 5227 người.